# Estel vespertí baixista
Estel vespertí baixista (en anglès: Bearish Evening Star) és un patró d'espelmes japoneses format per tres espelmes que indica un possible canvi de tendència alcista; rep aquesta denominació perquè la segona espelma representaria el planeta venus en fase creixent i apareix al vespre (l'estel vespertí), abans de l'arribada de la foscor. És un fort senyal de canvi de tendència alcista que es forma al capdamunt de la tendència.

## Criteri de reconeixement
1. La tendència prèvia és alcista.
2. Es forma una primera espelma blanca
3. S'obre amb un fort gap a l'alça (per damunt de l'ombra superior de l'espelma blanca)
4. Es forma una petita espelma (blanca o negra) que no omple el fort gap alcista
5. Finalment es forma una gran espelma negra que omple el gap i tanca enmig, o per sota, de l'espelma blanca

## Explicació
En un context de tendència alcista l'obertura amb un fort gap sembla confirmar la força de la tendència però la petita espelma (blanca o negre) sembla indicar una pèrdua de força relativa dels bulls, més encara si aquesta és negra. La darrera espelma negra és una evidència que els bulls ja no controlen el mercat i els bears tenen prou força com per omplir el gap i tancar per sota.

## Factors importants
Aquest patró serà més significatiu si es forma en una zona de resistència. A vegades la força dels bears és prou com per obrir el tercer dia amb gap a la baixa. El color de la segona espelma no és important. A vegades pot haver-hi més d'una espelma. Tot i ser un fort senyal de canvi de tendència es recomana la confirmació l'endemà en forma d'un nou gap baixita, un trencament de tendència si no ho ha fet ja, o una nova espelma negra amb tancament inferior. Per contra, si la cotització ultrapassa els límits de la segona espelma, la significació de canvi de tendència queda invalidada.